# Festival Internacional del Erotismo de Bruselas
El Festival Internacional del Erotismo de Bruselas (neerlandés: Internationaal Erotica Festival van Brussel; francés: Festival International de l'Érotisme de Bruxelles) es una exhibición para la industria europea del entretenimiento adulto, que se celebra cada año en el mes de febrero, y que tiene lugar en la ciudad de Bruselas. El evento más importante durante el festival es el European X Awards (Premios (se)X(o) Europeo), un galardón otorgado por y para la industria del cine erótico en Europa. El festival, así como los premios propiamente dichos, son el equivalente a los AVN Adult Entertainment Expo y los AVN Awards en los Estados Unidos.
Cada país participante (generalmente Alemania, Italia, Francia, y España) recibe su conjunto de premios, incluyendo mejor película, mejor director, mejor actor, y mejor actriz.
El primer Festival Internacional del Erotismo se celebró en 1993, mientras que los premios se inauguraron en 1995.